# John Balleny
Pour les articles homonymes, voir Balleny.
John Balleny, né à Tynemouth en 1770 et mort le 2 octobre 1857 à Birmingham, est un navigateur britannique.
Capitaine de la goélette de chasse à la baleine, l’Eliza Scott, il mène une exploration en Antarctique pour la compagnie anglaise de pêche Enderby.

## Biographie
Pendant cette expédition qui a lieu en 1838-1839, Balleny, naviguant avec Thomas Freeman et le Sabrina, fait course vers l’océan austral dans un corridor de longitudes centrées sur la ligne des 175°E au sud de la Nouvelle-Zélande. Il reconnaît la côte de Sabrina et rencontre à l'île Campbell John Biscoe. En février 1839, il découvre les Îles Balleny et aperçoit brièvement l'Antarctique par 64°58'S et 121°08'E. Il baptise alors un pic Freeman (3 654 m) qu'il situe par 67°7'S (sans doute le cap Freeman de l'île Sturge).
Le chenal qu'emprunta Balleny à travers l’océan Antarctique allait être utilisé par les futurs explorateurs que seront Robert Scott, Ernest Shackleton, Roald Amundsen et Richard Byrd. Il est encore utilisé de nos jours par les navires de liaisons qui ravitaillent McMurdo et les autres bases scientifiques localisées dans et autour du secteur de la mer de Ross en Antarctique.

## Littérature
Jules Verne évoque John Balleny et ses découvertes dans ses romans Vingt Mille Lieues sous les mers (partie 2, chapitre XIV) et Le Sphinx des glaces (partie 1, chapitre III). Il rapporte que Balleny fit la reconnaissance d'une terre Fabricia. Il s'agit vraisemblablement de la côte de Sabrina.